# スウェーデン国鉄Dm3形電気機関車
スウェーデン国鉄Dm3形電気機関車（スウェーデンこくてつDm3がたでんききかんしゃ）はスウェーデン国鉄（現：SJ AB）が1960年から導入した重量貨物用電気機関車である。
本項ではDa形電気機関車、Dm形電気機関車についても記述する。

## 概要
地元企業アセア社（現：ABB）で製造された。いずれの車輪にも蒸気機関車のようにコネクティングロッドを持つのが特徴。

## 系列別概要
Da形
既存のD形電気機関車の改良版として1952年から90両が製造された。1990年代初頭までに全廃。
Dm形
2車体連結型で8軸駆動の巨大機関車で39両が製造された。スウェーデン北部、ノルウェーとの国境地帯を走るオーフォート鉄道に投入されキルナ鉄山で産する鉄鉱石の輸送にあたっていた。2000年から後継となるボンバルディア製の超巨大機関車「IORE形」が導入されたことにより全社が運用を離脱した。2車体連結型なので「Dm2形」と呼ばれることがある。
Dm3形
3車体連結型で12軸駆動の超巨大機関車で19両が製造された。出力7200kWで牽引力940kNは登場時は世界最大。現在でも世界有数の機関車である。牽引力の確保のため最高速度を犠牲にしており、営業速度は75km/hに抑えた。Dm形と同じくオーフォート鉄道で鉄鉱石輸送にあたっているがIoreの導入により廃車が進んでおり、2011年までに全車両が運用を離脱している。